# بوريس نيمتسوف
كان نيمتسوف أحد أهم الشخصيات التي ساهمت في إدخال الرأسمالية إلى الاقتصاد الروسي ما بعد الاتحاد السوفيتي. امتلك حياة سياسية ناجحة في التسعينيات في عهد الرئيس بوريس يلتسن. انتقد فلاديمير بوتين علنًا منذ عام 2000. اغتيل نيمتسوف في 27 فبراير عام 2015 مع شريكته الأوكرانية آنا دوريتسكايا على جسر بالقرب من الكرملين في موسكو بأربع رصاصات أطلقت من الخلف. أعرب نيمتسوف عن خوفه من قيام بوتين بقتله في الأسابيع التي سبقت وفاته. أدانت هيئة محلفين في محكمة موسكو في أواخر يونيو عام 2017 خمسة رجال شيشان لإقدامهم على قتل نيمتسوف مقابل 15 مليون روبل (253000 دولار أمريكي)، لم تُعرف هوية أو مكان وجود الشخص الذي استأجرهم.
انتقد نيمتسوف حكومة بوتين باعتبارها نظامًا سلطويًا غير ديمقراطي، إذ سلّط الضوء على الاختلاس والربح الكبير من أولمبياد سوتشي، والتدخل السياسي الروسي والمشاركة العسكرية في أوكرانيا. نشر نيمتسوف بعد عام 2008 تقارير مفصلة تشرح الفساد المتصل بشكل مباشر مع الرئيس في عهد بوتين. كان نيمتسوف نشطًا في الأمور التنظيمية وشارك في مسيرات المنشقين والحركات والتجمعات المدنية المتعلقة بالاستراتيجية 31 للانتخابات العادلة.
ساعد نيمتسوف في تنظيم تجمع في موسكو ضد التدخل العسكري الروسي في أوكرانيا والأزمة المالية الروسية في وقت اغتياله. عمل نيمتسوف في نفس الوقت على إعداد تقرير يوضح أنَّ القوات الروسية كانت تقاتل إلى جانب المتمردين المؤيدين لروسيا في شرق أوكرانيا، وهو ما أنكره الكرملين، لم يحظى بشعبية في الخارج ولا داخل روسيا.
كان نيمتسوف أول حاكم لمنطقة نيجني نوفغورود (1991-1997). عمل بعد ذلك في حكومة روسيا كوزير للوقود والطاقة (1997)، ونائب رئيس وزراء روسيا وعضو مجلس الأمن من 1997 إلى 1998. أسّس في عام 1998 حركة الشباب الروسي. شارك في عام 1998 في تأسيس مجموعة تحالف الحق، وشارك في عام 1999 في تشكيل اتحاد قوى اليمين، والتي أصبحت لاحقًا كتلة انتخابية وحزب سياسي. كان نيمتسوف أيضًا عضوًا في مجلس نواب الشعب (1990)، ومجلس الاتحاد (1993-2007)، ومجلس الدوما (1999-2003).
شغل منصب نائب رئيس مجلس الدوما ورئيس المجموعة البرلمانية (اتحاد قوى اليمين). شارك بعد انقسام اتحاد قوى اليمين في عام 2008 في تأسيس حركة التضامن. شارك في عام 2010 في تشكيل ائتلاف (من أجل روسيا دون خرق القانون والفساد) والذي رُفض تسجيله كحزب. كان نيمتسوف رئيسًا مشاركًا للحزب الجمهوري الروسي (حزب حرية الشعب) ابتداءً من عام 2012، وهو حزب سياسي مسجل.
كان نيمتسوف في وقت وفاته أحد قادة حركة (التضامن) المعارضة، وكان عضو منتخب في البرلمان الإقليمي في ياروسلافل أوبلاست، ورئيس مشارك للحزب الجمهوري الروسي (حزب حرية الشعب)، وعضو في تحالف الليبراليين والديمقراطيين وهو حزب سياسي لعموم أوروبا.
أشاد سيرج شيميمان من صحيفة نيويورك تايمز بنيمتسوف بعد اغتياله في مقال بعنوان (رجل إصلاح لم يتراجع أبدًا) كتب شيميمان: «كان طويل القامة، وسيم، ذكي، وغير جدي، كان السيد نيمتسوف واحدًا من الشباب اللامعين الذين اقتحموا المسرح الروسي في تلك اللحظة المثيرة عندما انهار الحكم الشيوعي وبدأت الحقبة الجديدة.» وصفت صحيفة نيويورك تايمز نيمتسوف بعد وفاته بأنه: «ناقد قوي ونشيط لفلاديمير بوتين، وكان رجلًا ذكيًا وطيبًا في كل مكان» وظهر «كصديق حقيقي للجميع».

## نشأته
انفصل والداه عندما كان في الخامسة من عمره. روى في سيرته الذاتية أنّ جدته من والده الروسية الأرثوذكسية كانت قد عمدته وهو رضيع، وأنه أصبح مسيحيًا أرثوذكسيًا ممارسًا. اكتشف أمر معموديته بعد عدة سنوات.

## دراسته وحياته المهنية
درس نيمتسوف الفيزياء في جامعة ولاية لوباشيفيسكي في مدينة غوركي بين عامي 1976 و1981، وحصل على شهادته في عام 1981.
دافع في عام 1985 عن أطروحته للحصول على درجة الدكتوراه في الفيزياء والرياضيات من جامعة ولاية غوركي بعمر ناهز 25 عامًا. عمل كزميل باحث في معهد الأبحاث الفيزيائية الإشعاعية حتى عام 1990، وكتب أكثر من 60 منشورًا أكاديميًا يتعلق بفيزياء الكم والديناميكا الحرارية والصوتيات.
اقترح نموذجًا نظريًا لليزر الصوتي وتصميمًا جديدًا للهوائيات الفضائية.

## وجهات نظره السياسية

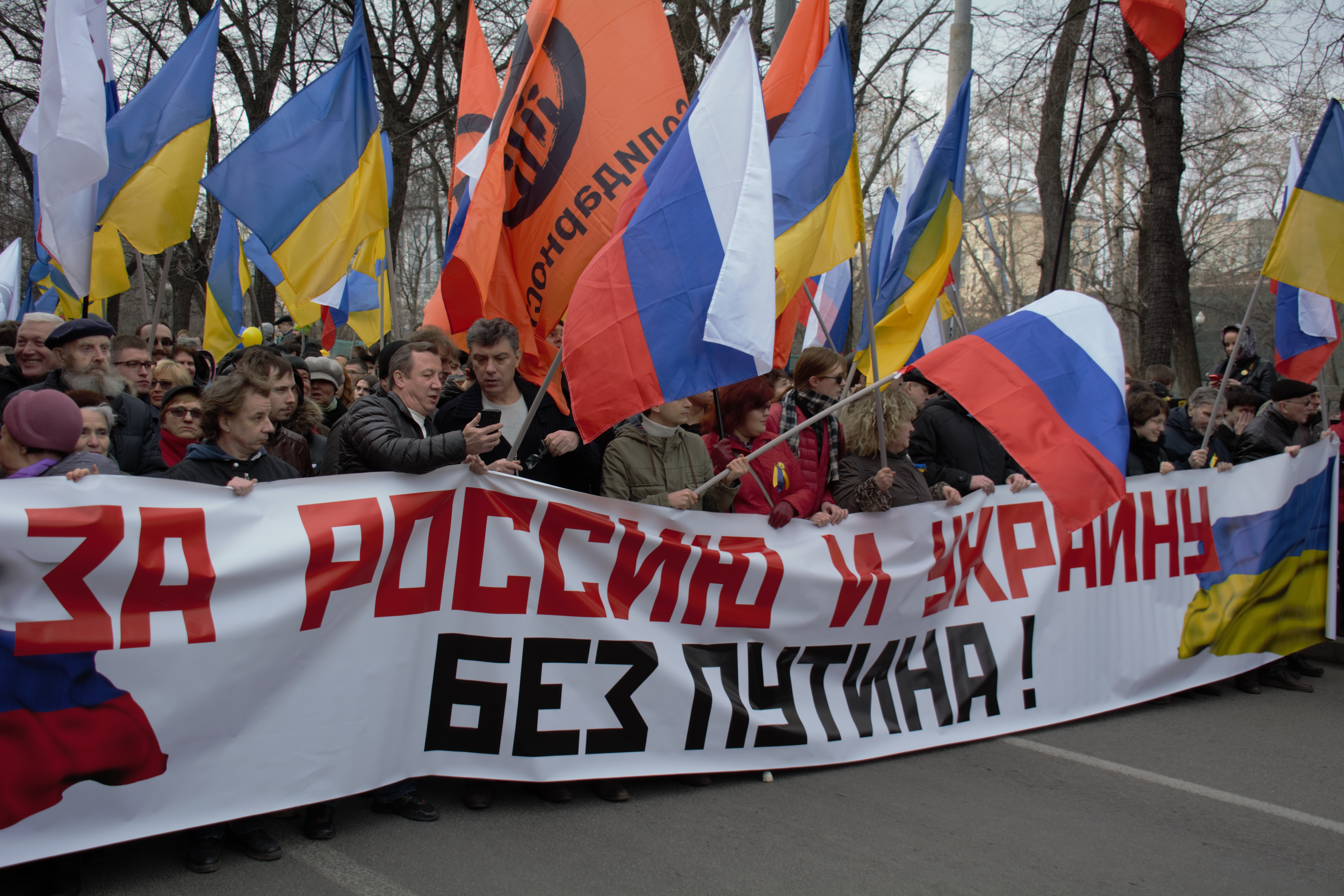
مظاهرات للناس يحملون عباره "من أجل روسيا وأوكرانيا بدون بوتن!".

أصبح نيمتسوف بعد إقالته من الحكومة طرفًا مهمًا في الخطاب السياسي ثم في معارضة حكومة بوتين. تسببت آراء نيمتسوف السياسية في أن يصفه البعض بأنه ليبرالي جديد.
قال نيمتسوف في فبراير عام 2011: «الجميع غير راضين عن بوتين عدا أصدقائه المقربين». وأشار إلى «تدفق رأس المال خارج البلاد لمدة ثلاث سنوات متتالية، إذ أخرج نحو 40 مليار دولار من البلاد في عام 2010 وحده». ونتيجة لذلك «لا يوجد الكثير من الناس المستعدين لدعمه حتى النهاية حتى اللصوص الفاسدين داخل حزبه».
قال نيمتسوف:
«استخدم بوتين أزمة رهائن مسرح موسكو لفرض نظام رقابة كامل على التلفزيون، دمّر قناة إن تي في التليفزيونية وكذلك تي في 6. استخدم أزمة رهائن مدرسة بيسلان لإلغاء الانتخابات الديمقراطية للحكام الإقليميين. باختصار لقد أغرق الجميع بغض النظر عن الإرهابيين.»

## اغتياله

### مخاوف نيمتسوف
كتب نيمتسوف في 10 فبراير قبل أقل من ثلاثة أسابيع من مقتله على موقع سوبسدينيك الإخباري الروسي أنّ والدته البالغة من العمر 87 عامًا تخشى من أن يقتله بوتين. وأضاف أن والدته تخشى أيضًا من رجل الأعمال ذو النفوذ الكبير ميخائيل خودوركوفسكي والناشط في مكافحة الفساد أليكسي نافالني. وعندما سئل عما إذا كان هو نفسه خائفًا على حياته أجاب نيمتسوف: «نعم، ليس بقدر خوف أمي، لكنني خائف ...»، وأضاف نيمتسوف: «أنا أمزح. لو كنت خائفًا من بوتين، فلن استمر في هذا العمل.»
التقى نيمتسوف قبل أسبوعين من اغتياله مع صديق قديم هو يفغينيا ألباتس محرر مجلة (ذا نيو تايمز) لمناقشة بحثه حول دور بوتين في الصراع في أوكرانيا. وقال ألباتس أن نيمتسوف «كان خائفًا من اغتياله» مضيفًا:
«كان يحاول إقناع نفسه وإقناعي أنهم لن يمسّوه بأذى لأنه كان عضوًا سابقًا في الحكومة الروسية ونائب رئيس الوزراء، ولم يريدوا خلق ضجة. لأنه وكما قال سوف تتغير السلطة مرة أخرى في روسيا، ولا يريد الأشخاص الذين خدموا بوتين خلق هذه الضجة.»

## اغتيال نيمتسوف (27 فبراير عام 2015)
أطلقت النار في الساعة 23:31 بالتوقيت المحلي قبل منتصف الليل مباشرة في 27 فبراير عام 2015 على نيمتسوف عدة مرات من الخلف. كان يعبر جسر بولشوي موسكفوريتسكي في موسكو، بالقرب من جدران الكرملين والساحة الحمراء. مات في مكان الحادث. قُتل قبل أقل من يومين من موعد مشاركته في مسيرة سلام ضد التدخل الروسي في الحرب الأوكرانية والأزمة المالية في روسيا.
وذكرت هيئة الإذاعة البريطانية بي بي سي: «أرسل السيد نيمتسوف في تغريدته الأخيرة نداءً لمعارضة روسيا المنقسمة للاتحاد في مسيرة مناهضة للحرب موعدها يوم الأحد. كما نقلت بي بي سي عنه قوله: «إذا كنت تؤيد وقف حرب روسيا مع أوكرانيا، وتؤيد وقف عدوان بوتين، انضم إلى مسيرة الربيع في مارينو في 1 مارس».
صودرت أوراقه وكتاباته ومحركات الأقراص الصلبة الخاصة به في الليلة التي تلت اغتياله خلال تفتيش الشرطة لشقته.